# 1867 en Suisse
Chronologie de la Suisse
- 1863
- 1864
- 1865
- 1866
- 1867
- 1868
- 1869
- 1870
- 1871

Cette page concerne l'année 1867 du calendrier grégorien en Suisse.

## Gouvernement au1erjanvier 1867
- Conseil fédéral[1]
  - Constant Fornerod (PRD), président de la Confédération
  - Jakob Dubs (PRD), vice-président de la Confédération
  - Emil Welti (PRD),
  - Karl Schenk (PRD)
  - Melchior Josef Martin Knüsel (PRD)
  - Jean-Jacques Challet-Venel (PRD)
  - Wilhelm Matthias Naeff (PRD)

## Évènements

### Février
Lundi 4 février 
- Décès à Aarau, à l’âge de 76 ans, de l’industriel Jakob Kern, fabricant de compas.

 Dimanche 10 février 
- Décès à Naples (Italie), à l’âge de 46 ans, du géologue Adolphe Morlot.

 Mercredi 13 février 
- Décès à Berlin, à l’âge de 36 ans, du poète Étienne Eggis.

### Mars
Dimanche 17 mars 
- Décès à Zurich, à l’âge de 46 ans, du compositeur Wilhelm Baumgartner.

### Juin
Dimanche 23 juin 
- Ouverture de la Fête fédérale de gymnastique à Genève.

### Juillet
Dimanche 7 juillet 
- Ouverture du Tir fédéral à Schwytz.

 Jeudi 25 juillet 
- L’Assemblée fédérale alloue un montant de 5 millions de francs pour la Correction des eaux du Jura.

### Septembre
Lundi 2 septembre 
- Ouverture à Lausanne, du deuxième Congrès de l'Association Internationale des Travailleurs.

 Lundi 9 septembre 
- Ouverture à Genève du Congrès de la Ligue internationale de la paix et de la liberté.

 Jeudi 26 septembre 
- Inauguration de la Salle de la Réformation à Genève.

### Novembre
Jeudi 14 novembre 
- Décès à Arras (Nord-Pas-de-Calais), à l’âge de 52 ans, de l’entrepreneur en bâtiment Alexandre Grigny architecte diocésain, bâtisseur d’églises.

### Décembre
Vendredi 6 décembre 
- Élection au Conseil fédéral de Victor Ruffy (PRD, VD).

 Jeudi 15 décembre 
- Décès à Budapest, à l’âge de 53 ans, de l’entrepreneur Abraham Ganz, inventeur d'une roue de chemin de fer coulée en coquille.